# Amanita liquii
La Amanita liquii, también conocida como amanita de rostro oscuro sin anillo, es una especie de hongo agarical que fructifica de julio a septiembre.
Este agarical grande y robusto (con un sombrero de hasta 14 centímetros de diámetro y un tallo de hasta 17 cm de largo) se distingue por su coloración muy oscura, a veces casi negra. El nombre científico proviene del héroe chino Li Kui (a veces escrito Li Qui), quien tenía el rostro oscuro.
Está asociada a abetos y pinos en el suroeste de China, hasta una altitud de 4.000 metros.